# Мелешки (Нижегородская область)
Мелешки — деревня в Вачском районе Нижегородской области. Входит в состав Новосельского сельсовета.

## История
Деревня впервые упоминается в окладных книгах Рязанской епархии 1676 года в составе Козьмодемьянского прихода, в ней было 4 двора крестьянских.
В 1840-х — 1850-х годах деревня входила в состав владений князя Сергея Григорьевича Голицына.
В конце XIX — начале XX века деревня входила в состав Яковцевской волости Муромского уезда Владимирской губернии. В 1859 году в деревне числилось 18 дворов, в 1905 году — 32 дворов.
С 1929 года деревня входила в состав Жайского сельсовета Вачского района Горьковского края, с 1936 года — в составе Горьковской области, с 1959 года — в составе Яковцевского сельсовета, с 2009 года — в составе Новосельского сельсовета.

## Население
| 1859 | 1905 | 1926 | 1999 | 2002 | 2010 |
| ---- | ---- | ---- | ---- | ---- | ---- |
| 145  | ↗157 | ↘135 | ↘10  | ↘8   | ↘7   |